# Austin A55 Cambridge
Der Austin A55 Cambridge war eine viertürige Mittelklasse-Limousine der Austin Motor Company. Sie wurde ab 1957 als Nachfolger des Austin A50 Cambridge angeboten.

## Austin A55 Cambridge Mark I (1957–1958)
1957 wurde der Austin A55 Cambridge Mark I vorgestellt. Er hatte die gleiche Karosserie wie sein Vorgänger und ebenfalls einen 4-Zylinder-Reihenmotor mit einem Hubraum von 1489 cm³, allerdings mit einer geringfügig gesteigerten Leistung von 51 bhp (38 kW), die an die Hinterräder weitergeleitet wurde. Die Höchstgeschwindigkeit lag bei 124 km/h. Die Karosserie war etwas in der Länge gewachsen.
Kastenwagen und Pick-up auf dieser Basis, allerdings ab 1963 mit dem Motor vom Austin A60, entstanden bis 1971 als Austin und bis 1973 als Morris.

## Austin A55 Cambridge Mark II (1959–1961)
1959 wurde der Austin A55 Cambridge Mark II angeboten. Er gehörte zur Modellfamilie BMC ADO9. Das Modell hatte eine neue, gegenüber dem Vorgänger deutlich vergrößerte Karosserie in Trapezform mit Heckflossen. Pininfarina in Italien hatte sie entworfen. Mit der gleichen Karosserie und Technik wurde auch der Morris Oxford angeboten. Ganz ähnliche Karosserien wurden auch bei den zeitgenössischen Peugeot 404 und Fiat 2100 verwendet. Besondere Aufmerksamkeit wurde der Geräuschdämmung innen geschenkt. Außer dem üblichen Isoliermaterial fand man unter dem Fußbodenbelag und Dachfutter dicke Filzeinlagen. Wahlweise war das Fahrzeug mit Knüppel- oder Lenkradschaltung lieferbar.
Neben der viertürigen Limousine gab es nun auch einen fünftürigen Kombi (Estate).
Die Motorleistung war durch Einsatz eines SU-Vergasers (anstatt des bisherigen Zenith-Exemplars) auf 55 bhp (40 kW) angehoben worden.
1961 erschien der Nachfolger Austin A60 mit gleicher Karosserie, aber einem stärkeren Motor.

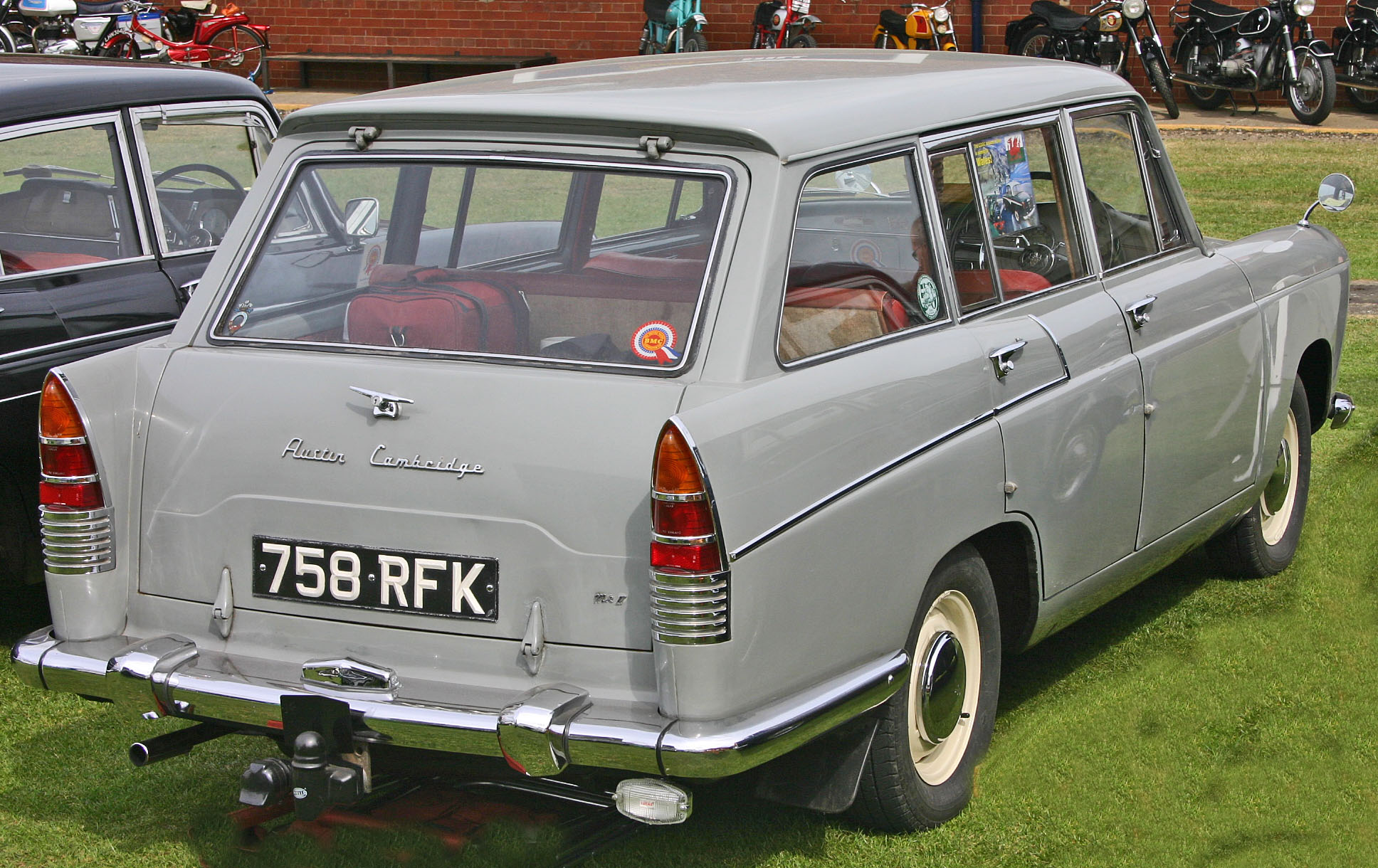
Austin A55 Cambridge Estate